# Loch Ewe
Pour les articles homonymes, voir Ewe.
Le loch Ewe (gaélique écossais: Loch Iùbh) est un bras de mer (loch) situé dans la région de Wester Ross (Nord-Est des Highlands) en Écosse. Les rivages sont traditionnellement habités par des populations parlant le gaélique écossais vivant d'agriculture à petite échelle et de pâture. Le village le plus notable, situé sur la rive Nord-Est est le village de Aultbea. La rivière Ewe, longue de 6 km entre dans loch Ewe à partir de la succession des treize lochs suivants appartenant aux bassins avoisinants (les bassins Ardlair, Slattadale et Ghruididh): 
- Loch Maree
- Loch Fada
- Loch Garbhaig
- Loch Coulin
- Loch Clair
- Loch Tollaidh
- Loch Kernsary
- Loch Ghiuragarstidh
- Loch Mhic' Ille Rhiabhaich
- Loch a' Bhaid-Luachraich
- Loch Sguod
- Loch an t-Slagain
- Loch Drainc

## Histoire
Le loch Ewe a depuis longtemps été un lieu de convergence du commerce maritime. Vers 1610, la région de Poolewe, en amont du loch Ewe, s'urbanisa autour d'une fonderie de fer qui exploitait le charbon produit dans les zones forestières avoisinantes. Les forgerons anglais avait estimé plus économique d'expédier le minerai de fer à Poolewe plutôt que d'acheminer le charbon jusqu'en Angleterre.
Des villages vivant de vaine pâture s'établirent dans les années 1840 à la suite de la réorganisation du domaine d'un système d'usufruit tournant des terres en propriétés stables, mais restèrent toujours de tailles modestes. Bualnaliub, à 15 km au nord de Poolewe possédait 11 maisons et 50 habitants lors du recensement de 1841. Vingt-trois d'entre eux appartenaient à la même famille (les McIver). Mellon Charles, à 6 km à l'Ouest comptait 206 habitants pour 41 maisons, dont 17 dirigées par un McLennan. Ormiscaing, à mi-chemin entre les deux localités possédait 10 maisons (dont 4 dirigées par les McGregors) pour un total de 48 personnes. Cent quarante ans plus tard, en 1981, la population était de 10 habitants à Bualnaluib, 10 à Mellon Charles et 24 à Ormiscaig.
En 1911, un phare de 20 mètres fut construit sur le promontoire entre Gairloch et Poolewe.
Loch Ewe fut utilisé comme point de rassemblement pour les convois arctiques pendant la Seconde Guerre mondiale. À la suite du désastre du convoi PQ17, les bâtiments britanniques et américains s'assemblèrent là avant de mettre le cap sur Mourmansk en septembre 1942, afin de tromper les renseignements allemands.